# NDR 1 Radio MV
NDR 1 Radio MV – niemiecka stacja radiowa należąca do Norddeutscher Rundfunk (NDR), publicznego nadawcy radiowo-telewizyjnego dla północnych Niemiec. Jest produkowana przez oddział NDR w Schwerin i pełni rolę rozgłośni regionalnej dla kraju związkowego Meklemburgia-Pomorze Przednie. 
Stacja powstała z początkiem 1992 roku w wyniku przejęcia przez NDR infrastruktury radiowej w północnej części dawnej NRD, wcześniej zarządzanej przez Radio DDR II. Oprócz treści typowo lokalnych ważne miejsce w ramówce zajmuje muzyka. W przeciwieństwie do pozostałych trzech regionalnych rozgłośni NDR, których oferta muzyczna skupia się na złotych przebojach, w Radio MV utwory z lat 80. i starsze stanowią maksymalnie połowę emitowanej muzyki.
Stacja jest dostępna w Meklemburgii-Pomorzu Przednim w analogowym i cyfrowym przekazie naziemnym. Ze względu na zasięg nadajników, jest słyszalna również na części obszaru polskich województw zachodniopomorskiego i lubuskiego. Ponadto można ją znaleźć w Internecie oraz w niekodowanym przekazie z satelity Astra 1M. 